# ТЕЦ BCC2
12°42′52″ пн. ш. 101°8′26″ сх. д. / 12.71444° пн. ш. 101.14056° сх. д.
ТЕЦ BCC2 — теплова електростанція, що станом на початок 2023-го споруджується у тайській провінції Районг.
З 1999 року в індустріальній зоні Мап-Та-Пхут діяла теплоелектроцентраль компанії Bangkok Cogeneration, яка мала 21-річний контракт на викуп більшої частини потужності державною електроенергетичною компанією Electric Generating Authority of Thailand (EGAT). За усталеною в Таїланді практикою по завершенні цього контракту станція підлягала демонтажу або докорінній модернізації, яка зазвичай означає спорудження нових блоків. Як наслідок, Bangkok Cogeneration почала зведення нового енергоблоку в межах проекту BCC2, проте майданчик для нього обрали за 1,5 км на північний захід від майданчика попередньої ТЕЦ.
Блок BCC2 використовуватиме технологію комбінованого парогазового циклу. Він матиме дві газові турбіни, що через відповідну кількість котлів-утилізаторів живитимуть одну парову турбіну. При електричній потужності у 146 МВт ТЕЦ також матиме здатність постачати підприємствам індустріальної зони технологічну пару в обсягах 90 тонн на годину. Для забезпечення стабільних поставок пари ТЕЦ матиме допоміжний бойлер.
Відповідно до згаданої вище програми сприяння малим ТЕЦ, станція BCC2 отримала довгостроковий контракт на викуп потужності, але в суттєво менших обсягах — 30 МВт.
Як паливо станція використовуватиме природний газ (в тій же індустріальній зоні знаходяться ГПЗ Районг, через який проходить продукція родовищ Сіамської затоки, та термінал для імпорту ЗПГ Мап-Та-Пхут).